# Misumenops turanicus
Misumenops turanicus es una especie de araña cangrejo del género Misumenops, familia Thomisidae. Fue descrita científicamente por Charitonov en 1946.

## Distribución
Esta especie se encuentra en Uzbekistán.